# Festuca hirtovaginata
Festuca hirtovaginata là một loài thực vật có hoa trong họ Hòa thảo. Loài này được (Acht.) Markgr.-Dann. mô tả khoa học đầu tiên năm 1976.